# Бузер, Вальтер
Вальтер Бузер (нем. Walter Buser; 14 апреля 1926 — 17 августа 2019) — швейцарский политик и государственный служащий. Член Социал-демократической партии Швейцарии (СДП).

## Биография
После отставки канцлера Карла Хубера в 1981 году Бузер провел кампанию против Йозефа Войама и Ганса-Ульриха Эрнста. Он победил своих оппонентов и стал первым социал-демократическим канцлером Швейцарии. Он также внедрил электронную обработку данных для Федеральной канцелярии. Он оставил свой пост в 1991 году. Бузер умер 17 августа 2019 года в возрасте 93 лет.